# Antología (álbum de V8)
Antología es una caja recopilatoria del grupo de heavy metal argentino V8, lanzado originalmente en 2001 por el sello Fogón Música. 

## Detalles
La caja contiene los tres álbumes oficiales de estudio, todos con su portada original y remasterizados, y un cuarto álbum titulado 1982/1987 con material inédito (demos, temas en vivo, un inédito en estudio, y un track interactivo con videos). 
La edición trae también un libro con la historia de la banda, fotos y testimonios de músicos y periodistas.
Fue relanzado en 2014 por Pinhead Records, incluyendo una camiseta de la banda.

## Contenido
CD 1Luchando por el metal
1. "Destrucción"
2. "Parcas sangrientas"
3. "Si puedes vencer al temor"
4. "Ángeles de las tinieblas"
5. "Tiempos metálicos"
6. "Muy cansado estoy"
7. "Brigadas metálicas"
8. "Torturador"
9. "Hiena de metal"

CD 2Un paso más en la batalla
1. "Deseando destruir y matar"
2. "Siervos del mal"
3. "La mano maldita"
4. "Cautivos del sistema"
5. "Lanzado al mundo hoy"
6. "Ideando la fuga"
7. "Camino al sepulcro"
8. "Momento de luchar"

CD 3El fin de los inicuos
1. "La gran ramera"
2. "Ciega ambición"
3. "No enloqueceré"
4. "El vivo sustento del inquisidor"
5. "Antes que los viejos reyes"
6. "Salmo N° 58"
7. "El fin de los inicuos"
8. "Trágico siglo"
9. "Reina ciega"

CD 41982/1987
1. "Juicio final" (Destrucción)
2. "Voy a enloquecer" (No enloqueceré)
3. "Parcas sangrientas"
4. "Vomitando heavy metal" (Tiempos metálicos)
5. "Asqueroso cansancio" (Muy cansado estoy)
6. "La hiena de metal"
7. "Momento de luchar"
8. "Parcas sangrientas"
9. "Muy cansado estoy"
10. "La mano maldita"
11. "Maligno"
12. "Ängeles de las tinieblas"
13. "Ciega ambición"
14. "Antes que los viejos reyes"

## Créditos
- Alberto Zamarbide - Voz líder
- Osvaldo Civile - Guitarra en Luchando por el metal y Un paso más en la batalla
- Miguel Roldán - Guitarra en El fin de los inicuos
- Ricardo Iorio - Bajo, voz (Fragmento en «Cautivos del sistema»)
- Gustavo Rowek - Batería en Luchando por el metal y Un paso más en la batalla
- Adrián Cenci - Batería en El fin de los inicuos